# Polygon Wood Cemetery
Polygon Wood Cemetery is een Britse militaire begraafplaats met gesneuvelden uit de Eerste Wereldoorlog, gelegen in de Belgische gemeente Zonnebeke. De begraafplaats werd ontworpen door Charles Holden en ligt 2 km ten zuiden van het centrum van Zonnebeke, vlak bij het Polygoonbos. Het terrein heeft een zeshoekig grondplan met een oppervlakte van 1.780 m² en wordt omgeven door een natuurstenen muur. Vanaf de straat leidt een pad van 45 m naar de toegang. Dit pad wordt onderbroken door een cirkelvormig terras waarop het Cross of Sacrifice staat.
Er liggen 107 doden begraven: 46 doden uit het Verenigd Koninkrijk (waaronder 17 niet geïdentificeerde), 60 Nieuw-Zeelanders (waarvan 2 niet geïdentificeerde) en 1 Duitser. Voor 3 Nieuw-Zeelanders werden Special Memorials opgericht omdat hun graven niet meer gelokaliseerd konden worden en men vermoedt dat ze onder naamloze grafzerken liggen. De site staat sinds 2023 op de Unesco-Werelderfgoedlijst als onderdeel van inschrijving Begraafplaatsen en herdenkingssites van de Eerste Wereldoorlog (Westelijk Front).

## Geschiedenis
Het Polygoonbos was omwille van zijn ligging op de Midden-West-Vlaamse Heuvelrug tijdens de Eerste Wereldoorlog een belangrijk steunpunt van de "Ypres Salient". Tijdens de Eerste Slag om Ieper werd het bos volledig verwoest en bleef het in handen van de Britse troepen tot 2 mei 1915. Na de Tweede Slag om Ieper (eind april 1915) konden de Duitse troepen het bos twee jaar lang behouden en legden er een begraafplaats aan. Tijdens de Derde Slag om Ieper konden Australische divisies in september 1917 de bossen rond Zonnebeke veroveren. Vanaf dat ogenblik werd de Polygon Wood Cemetery aangelegd in de nabijheid van de Duitse militaire begraafplaats. In februari 1918 arriveerden de Nieuw-Zeelanders maar moesten zich tijdens het Duitse lenteoffensief uit het bos terugtrekken. Tijdens het geallieerde eindoffensief werd het op 28 september 1918 heroverd door de 9th (Scottish) Division. De Duitse begraafplaats werd in 1955 ontruimd. Na de wapenstilstand werden nog vele slachtoffers uit de omliggende slagvelden naar het aanpalende Buttes New British Cemetery, Polygon Wood overgebracht. Daar bevinden zich ook het Memorial of the Fifth Australian Division en de Buttes New British Cemetery (N.Z.) Memorial, Polygon Wood.
Op 21 oktober 2004 werd hier een soldaat (John R. Thomson) van het 2nd Bn Gordon Highlanders begraven. Hij was op 4 oktober 1917 gesneuveld en werd samen met de resten van 2 niet geïdentificeerde mannen op 9 september 1998 gevonden.
Polygon Wood Cemetery werd in 2009 beschermd als monument.
Op 20 september 2023 werd Polygon Wood Cemetry, samen met 138 sites van de Eerste Wereldoorlog erkend door de Unesco als werelderfgoed.

## Graven

### Onderscheiden militairen
- John Jackson Low, onderluitenant bij de Royal Engineers werd onderscheiden met het Military Cross en de Military Medal (MC, MM).
- R. Castling, sergeant bij de Durham Light Infantry en Arthur James Hammond, sergeant bij het Canterbury Regiment, N.Z.E.F. werden onderscheiden met de Distinguished Conduct Medal (DCM).
- sergeant William Stewart Brien en soldaat Charles Leonard Smith ontvingen de Military Medal (MM).

### Alias
- schutter Robert Henry O'Kane diende onder het alias Robert Henry Sloan bij de New Zealand Rifle Brigade.